# St-Pierre (Marnans)

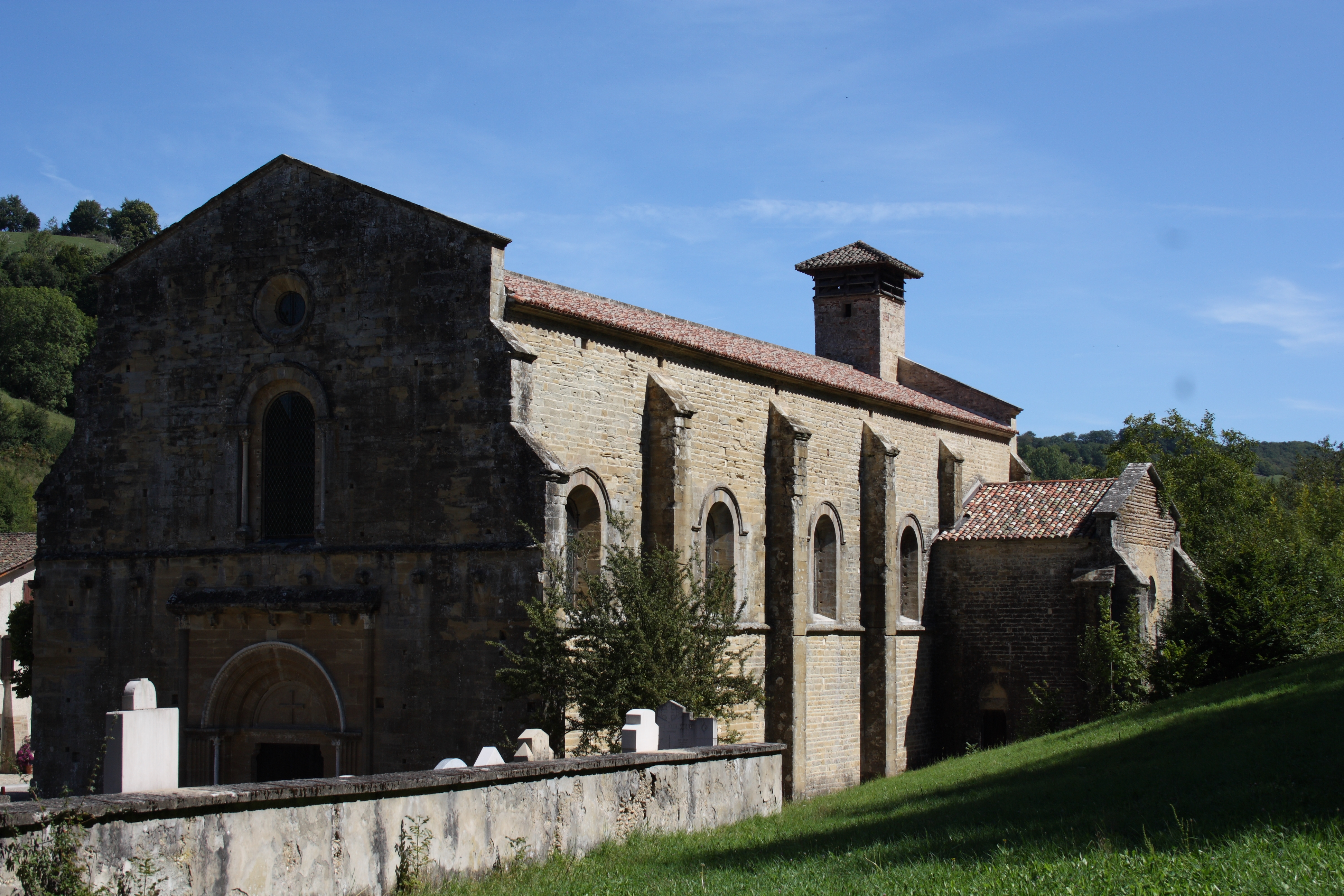
Westfassade und Langhaus, Ansicht von Südwesten

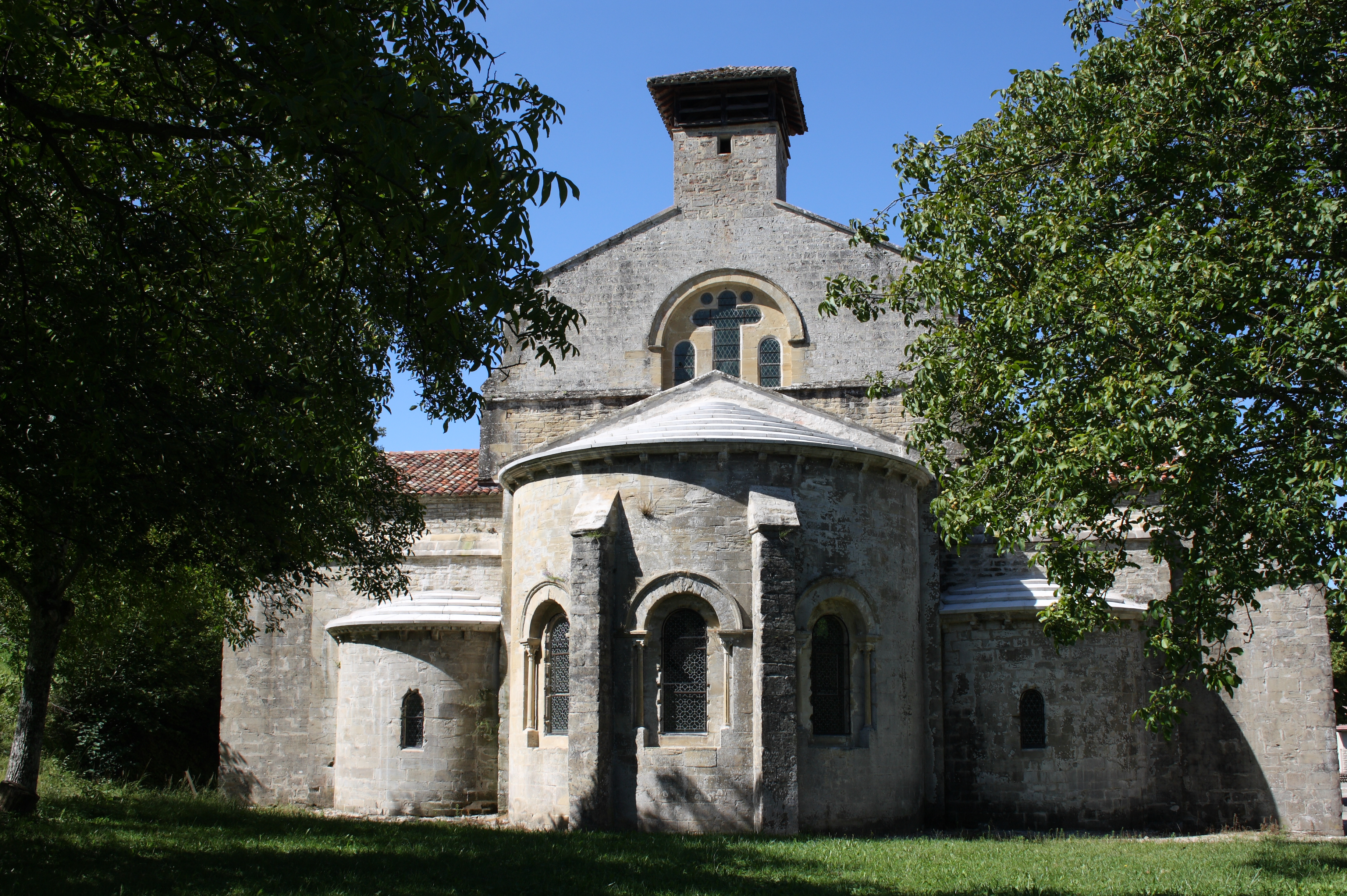
Dreiapsidenanlage

Die katholische Kirche Saint-Pierre in Marnans, einer Gemeinde im Département Isère in der französischen Region Auvergne-Rhône-Alpes, wurde im 11./12. Jahrhundert errichtet. Sie ist ein beeindruckendes Beispiel für die romanische Architektur in der Dauphiné. 1846 wurde die Kirche als geschütztes Baudenkmal in die Liste der Monuments historiques aufgenommen.

## Geschichte
Die dem Apostel Petrus geweihte Kirche wurde ursprünglich als Kirche eines Priorates von Augustiner-Chorherren errichtet, die sich im 13. Jahrhundert mit Antonitern zusammenschlossen. Während der Religionskriege wurden die Konventsgebäude zerstört, nur die Kirche blieb erhalten.

## Architektur
An der Westfassade der Kirche befindet sich das Portal, das seitlich von zwei schlanken Halbsäulen eingefasst wird. Über diesen liegt ein schmales Vordach, das von Kragsteinen gestützt wird. Auf dem von verzierten Archivolten gerahmten Bogenfeld ist ein griechisches Kreuz dargestellt. Über dem Portal ist die Fassade von einem großen Rundbogenfenster und darüber von einem Okulus durchbrochen.
Im Osten schließt sich an das Langhaus das Chorhaupt mit drei halbrunden Apsiden an. Die mittlere Apsis ist bedeutend größer als die beiden seitlichen. Sie ist durch drei Archivoltenfenster gegliedert und wird von zwei massiven Strebepfeilern gestützt. Die seitlichen Apsiden besitzen ein schlichtes Rundbogenfenster. Unter dem Dachansatz verläuft ein profiliertes Kranzgesims über skulptierten Kragsteinen. Die östliche Giebelwand ist von drei Öffnungen durchbrochen, deren mittlere die Form eines Kreuzes hat.
An die Nordseite schlossen sich ehemals die Konventsgebäude an, was durch Ausgrabungen belegt ist.

## Inschriften

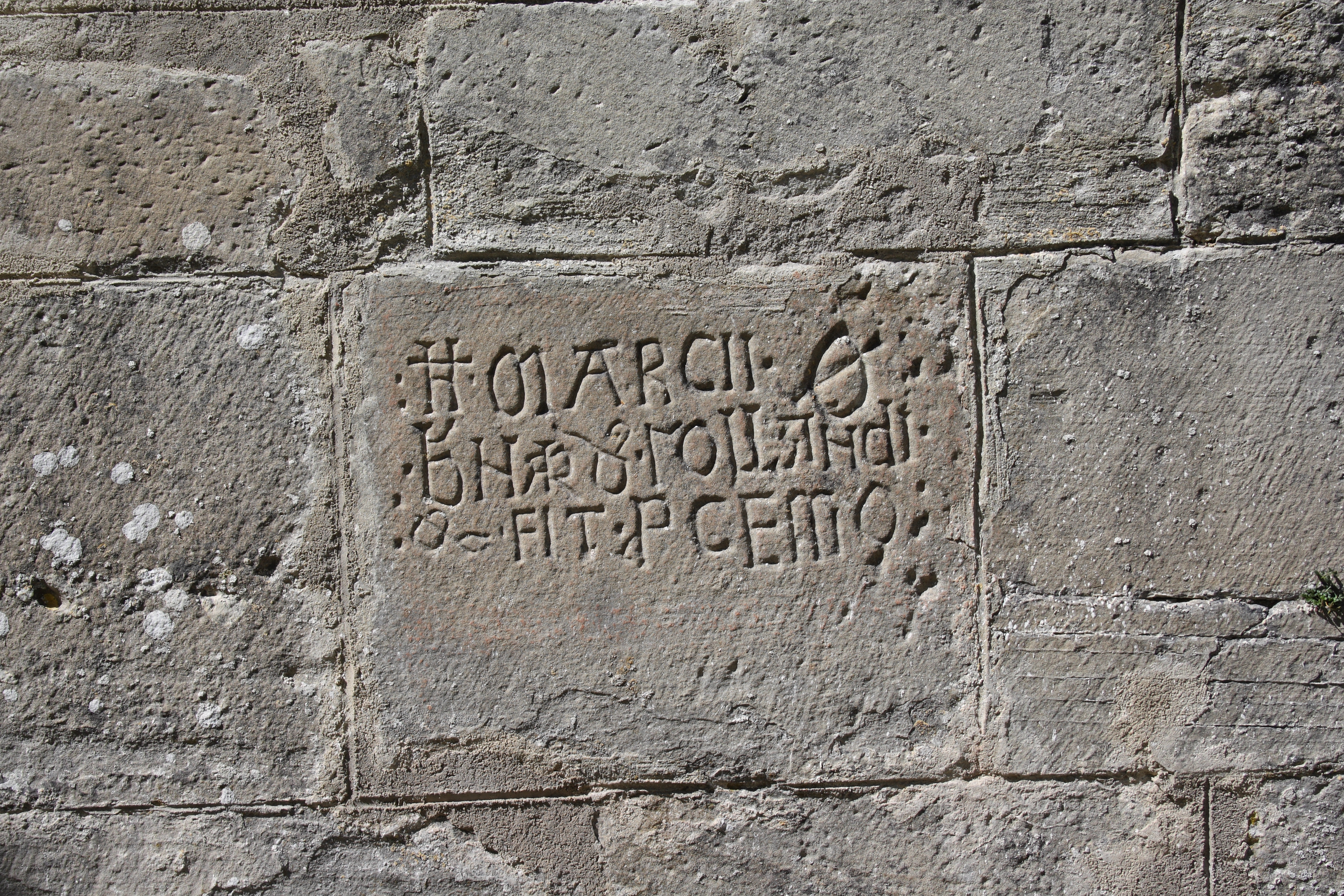
Mittelalterliche Inschrift am Chor

Auf den Außenmauern des Chors sind zahlreiche Inschriften aus dem 12. und 13. Jahrhundert eingemeißelt, die an Verstorbene erinnern sollen. Sie sind ein Hinweis darauf, dass sich im Mittelalter hier ein Friedhof befand.